# Carol S. Batey
Carol S. Batey (11 de septiembre de 1955 en Nashville, Estados Unidos) es una escritora norteamericana. Sus textos exploran temáticas como la superación personal, el autocontrol y la sanación espiritual. También se desempeña como modelo profesional y terapeuta.

## Libros
- 2011: Writing with the Infinite Spirit[3]
- 2011: Developing a Mystic Consciousness
- 2011: Why Aren't You Writing: Unlocking Your Potential
- 2010: What's Cooking in Your Soul
- 2009: Poise for the Runway of Your Life
- 2007: In Due Season: Destiny is Calling Your Soul
- 1996: Parents Are Lifesavers: A Handbook for Parent Involvement in Schools